# Diadegma neocerophagum
Diadegma neocerophagum är en stekelart som beskrevs av Horstmann 1969. Diadegma neocerophagum ingår i släktet Diadegma och familjen brokparasitsteklar. Arten är reproducerande i Sverige. Inga underarter finns listade i Catalogue of Life.